# Masters de Miami 2025
El Miami Open presented by Itaú 2025 fue un torneo de tenis ATP Tour Masters 1000 en su rama masculina y WTA 1000 en la femenina. Se disputó en Miami (Estados Unidos), en las canchas duras del complejo Hard Rock Stadium situado en Miami Gardens, entre el 18 y 30 de marzo.

## Puntos y premios en efectivo

### Distribución de puntos
| Evento                  | G    | F   | SF  | CF  | R16 | R32 | R64 | R128 | C  | C2 | C1 |
| Individuales masculinos | 1000 | 650 | 400 | 200 | 100 | 50  | 30  | 10   | 20 | 10 | 0  |
| Dobles masculinos       | 1000 | 600 | 360 | 180 | 90  | 0   | —   | —    | —  | —  | —  |
| Individuales femeninos  | 1000 | 650 | 390 | 215 | 120 | 65  | 35  | 10   | 30 | 20 | 2  |
| Dobles femeninos        | 1000 | 650 | 390 | 215 | 120 | 10  | —   | —    | —  | —  | —  |

### Premios en efectivo
| Evento                  | G           | F         | SF        | CF        | R16       | R32      | R64      | R128     | C2       | C1     |
| Individuales masculinos | $ 1 124 380 | $ 597 890 | $ 332 160 | $ 189 075 | $ 103 225 | $ 60 400 | $ 35 260 | $ 23 760 | $ 13 975 | $ 7155 |
| Individuales femeninos  | $ 1 124 380 | $ 597 890 | $ 332 160 | $ 189 075 | $ 103 225 | $ 60 400 | $ 35 260 | $ 23 760 | $ 13 975 | $ 7155 |
| Dobles masculinos       | $ 457 150   | $ 242 020 | $ 129 970 | $ 65 000  | $ 34 850  | $ 19 050 | —        | —        | —        | —      |
| Dobles femeninos        | $ 457 150   | $ 242 020 | $ 129 970 | $ 65 000  | $ 34 850  | $ 19 050 | —        | —        | —        | —      |

## Cabezas de serie

### Individuales masculino
| N.º | Rank. | Tenista                    | Puntos | Puntos por defender | Puntos ganados | Nuevos puntos | Ronda hasta la que avanzó en el torneo               |
| 1   | 2     | Alexander Zverev           | 7945   | 400                 | 100            | 7645          | Cuarta ronda, perdió ante Arthur Fils [17]           |
| 2   | 3     | Carlos Alcaraz             | 6910   | 200                 | 10             | 6720          | Segunda ronda, perdió ante David Goffin              |
| 3   | 4     | Taylor Fritz               | 4900   | 10                  | 400            | 5290          | Semifinales, perdió ante Jakub Mensik                |
| 4   | 5     | Novak Djokovic             | 3860   | 0                   | 650            | 4510          | Final, perdió ante Jakub Mensik                      |
| 5   | 6     | Casper Ruud                | 3855   | 100                 | 100            | 3855          | Cuarta ronda, perdió ante Francisco Cerúndolo [23]   |
| 6   | 7     | Jack Draper                | 3800   | 30                  | 10             | 3780          | Segunda ronda, perdió ante Jakub Mensik              |
| 7   | 8     | Daniil Medvédev            | 3680   | 400                 | 10             | 3290          | Segunda ronda, perdió ante Jaume Munar               |
| 8   | 9     | Andrey Rublev              | 3440   | 10                  | 10             | 3440          | Segunda ronda, perdió ante Zizou Bergs               |
| 9   | 10    | Stefanos Tsitsipas         | 3405   | 10                  | 50             | 3445          | Tercera ronda, perdió ante Sebastian Korda [24]      |
| 10  | 11    | Álex de Miñaur             | 3335   | 100                 | 100            | 3335          | Cuarta ronda, perdió ante Matteo Berrettini [29]     |
| 11  | 12    | Holger Rune                | 3270   | 10                  | 10             | 3270          | Segunda ronda, perdió ante Reilly Opelka [PR]        |
| 12  | 13    | Tommy Paul                 | 3030   | 10                  | 50             | 3070          | Tercera ronda, perdió ante Francisco Cerúndolo [23]  |
| 13  | 14    | Ben Shelton                | 2980   | 50                  | 10             | 2940          | Segunda ronda, perdió ante Coleman Wong [WC]         |
| 14  | 15    | Grigor Dimitrov            | 2745   | 650                 | 400            | 2495          | Semifinales, perdió ante Novak Djokovic [4]          |
| 15  | 16    | Lorenzo Musetti            | 2650   | 100                 | 100            | 2650          | Cuarta ronda, perdió ante Novak Djokovic [4]         |
| 16  | 17    | Frances Tiafoe             | 2485   | 10                  | 50             | 2525          | Tercera ronda, perdió ante Arthur Fils [17]          |
| 17  | 18    | Arthur Fils                | 2480   | 10                  | 200            | 2670          | Cuartos de final, perdió ante Jakub Mensik           |
| 18  | 19    | Félix Auger-Aliassime      | 2415   | (50)                | 50             | 2415          | Tercera ronda, perdió ante Lorenzo Musetti [15]      |
| 19  | 20    | Ugo Humbert                | 2375   | 50                  | 10             | 2335          | Segunda ronda, perdió ante João Fonseca              |
| 20  | 21    | Tomáš Macháč               | 2310   | 200                 | 100            | 2210          | Cuarta ronda, se retiró ante Jakub Mensik            |
| 21  | 22    | Hubert Hurkacz             | 2205   | 100                 | 0              | 2105          | Baja antes de la segunda ronda.                      |
| 22  | 23    | Karen Khachanov            | 2000   | 100                 | 50             | 1950          | Tercera ronda, perdió ante Grigor Dimitrov [14]      |
| 23  | 24    | Francisco Cerúndolo        | 1925   | 50                  | 200            | 2075          | Cuartos de final, perdió ante Grigor Dimitrov [14]   |
| 24  | 25    | Sebastian Korda            | 1860   | 50                  | 200            | 2010          | Cuartos de final, perdió ante Novak Djokovic [4]     |
| 25  | 26    | Alexei Popyrin             | 1800   | 50                  | 10             | 1760          | Segunda ronda, perdió ante Román Safiulin            |
| 26  | 27    | Jiří Lehečka               | 1745   | 10                  | 10             | 1745          | Segunda ronda, perdió ante Gaël Monfils              |
| 27  | 28    | Denis Shapovalov           | 1716   | 50                  | 50             | 1716          | Tercera ronda, perdió ante Taylor Fritz [3]          |
| 28  | 29    | Giovanni Mpetshi Perricard | 1656   | (22)                | 10             | 1644          | Segunda ronda, perdió ante Jordan Thompson           |
| 29  | 30    | Matteo Berrettini          | 1580   | 10                  | 200            | 1770          | Cuartos de final, perdió ante Taylor Fritz [3]       |
| 30  | 31    | Alejandro Tabilo           | 1555   | 30                  | 50             | 1575          | Tercera ronda, perdió ante Casper Ruud [5]           |
| 31  | 32    | Brandon Nakashima          | 1500   | 30                  | 100            | 1570          | Cuarta ronda, perdió ante Grigor Dimitrov [14]       |
| 32  | 33    | Alex Michelsen             | 1465   | 30                  | 10             | 1445          | Segunda ronda, perdió ante Camilo Ugo Carabelli [LL] |

- Ranking del 17 de marzo de 2025.[3]

#### Bajas masculinas (cabezas de serie o sembrados)
| Clasif | Jugador       | Puntos Antes | Puntos a defender | Puntos ganados | Puntos después | Baja debido a          |
| ------ | ------------- | ------------ | ----------------- | -------------- | -------------- | ---------------------- |
| 1      | Jannik Sinner | 11 330       | 1000              | 0              | 10 330         | Suspensión por dopaje. |

### Dobles masculino
| Tenistas                           | Ranking | Preclasificado |
| Marcelo Arévalo Nikola Mektić      | 2       | 1              |
| Harri Heliövaara Henry Patten      | 7       | 2              |
| Simone Bolelli Andrea Vavassori    | 17      | 3              |
| Marcel Granollers Horacio Zeballos | 21      | 4              |
| Nikola Mektić Michael Venus        | 27      | 5              |
| Julian Cash Lloyd Glasspool        | 33      | 6              |
| Máximo González Andrés Molteni     | 40      | 7              |
| Joe Salisbury Neal Skupski         | 48      | 8              |

### Individuales femenino
| N.º | Rank. | Tenista               | Puntos | Puntos por defender | Puntos ganados | Nuevos puntos | Ronda hasta la que avanzó en el torneo             |
| 1   | 1     | Aryna Sabalenka       | 9606   | 65                  | 1000           | 10 541        | Campeona, venció a Jessica Pegula [4]              |
| 2   | 2     | Iga Świątek           | 7375   | 120                 | 215            | 7470          | Cuartos de final, perdió ante Alexandra Eala [WC]  |
| 3   | 3     | Cori Gauff            | 6063   | 120                 | 120            | 6063          | Cuarta ronda, perdió ante Magda Linette            |
| 4   | 4     | Jessica Pegula        | 5361   | 215                 | 650            | 5796          | Final, perdió ante Aryna Sabalenka [1]             |
| 5   | 5     | Madison Keys          | 5004   | 120                 | 65             | 4949          | Tercera ronda, perdió ante Alexandra Eala [WC]     |
| 6   | 7     | Jasmine Paolini       | 4518   | 65                  | 390            | 4843          | Semifinales, perdió ante Aryna Sabalenka [1]       |
| 7   | 8     | Elena Rybakina        | 4448   | 650                 | 10             | 3808          | Segunda ronda, perdió ante Ashlyn Krueger          |
| 8   | 10    | Emma Navarro          | 3859   | 120                 | 10             | 3749          | Segunda ronda, perdió ante Emma Raducanu           |
| 9   | 9     | Qinwen Zheng          | 3985   | 65                  | 215            | 4135          | Cuartos de final, perdió ante Aryna Sabalenka [1]  |
| 10  | 11    | Paula Badosa          | 3736   | 35                  | 120            | 3821          | Cuarta ronda, se retiró ante Alexandra Eala [WC]   |
| 11  | 6     | Mirra Andreeva        | 4710   | 0                   | 65             | 4775          | Tercera ronda, perdió ante Amanda Anisimova [17]   |
| 12  | 12    | Daria Kasatkina       | 3061   | 65                  | 10             | 3006          | Segunda ronda, perdió ante Hailey Baptiste [WC]    |
| 13  | 13    | Diana Shnaider        | 2938   | 35                  | 10             | 2913          | Segunda ronda, perdió ante Anna Blinkova           |
| 14  | 15    | Danielle Collins      | 2853   | 1000                | 120            | 1973          | Cuarta ronda, perdió ante Aryna Sabalenka [1]      |
| 15  | 14    | Karolína Muchová      | 2854   | 0                   | 65             | 2919          | Tercera ronda, perdió ante Elina Svitolina [22]    |
| 16  | 18    | Beatriz Haddad Maia   | 2314   | 65                  | 10             | 2259          | Segunda ronda, perdió ante Linda Fruhvirtová [Q]   |
| 17  | 17    | Amanda Anisimova      | 2335   | (1)                 | 120            | 2454          | Cuarta ronda, perdió ante Emma Raducanu            |
| 18  | 20    | Ekaterina Alexandrova | 2158   | 390                 | 10             | 1778          | Segunda ronda, perdió ante Magda Linette           |
| 19  | 24    | Yulia Putintseva      | 2028   | 215                 | 10             | 1823          | Segunda ronda, perdió ante Taylor Townsend [Q]     |
| 20  | 23    | Clara Tauson          | 2114   | 65                  | 65             | 2114          | Tercera ronda, perdió ante Paula Badosa [10]       |
| 21  | 19    | Donna Vekić           | 2166   | 35                  | 10             | 2141          | Segunda ronda, perdió ante Rebeka Masarova [Q]     |
| 22  | 22    | Elina Svitolina       | 2130   | 10                  | 120            | 2240          | Cuarta ronda, perdió ante Iga Świątek [2]          |
| 23  | 29    | Marta Kostyuk         | 1685   | 0                   | 120            | 1805          | Cuarta ronda, perdió ante Jessica Pegula [4]       |
| 24  | 21    | Liudmila Samsonova    | 2150   | 10                  | 10             | 2150          | Segunda ronda, perdió ante Naomi Osaka             |
| 25  | 25    | Jeļena Ostapenko      | 1842   | 65                  | 10             | 1787          | Segunda ronda, perdió ante Alexandra Eala [WC]     |
| 26  | 26    | Leylah Fernandez      | 1763   | 65                  | 65             | 1763          | Tercera ronda, perdió ante Ashlyn Krueger          |
| 27  | 28    | Elise Mertens         | 1701   | 10                  | 65             | 1756          | Tercera ronda, perdió ante Iga Świątek [2]         |
| 28  | 51    | María Sákkari         | 1134   | 215                 | 65             | 984           | Tercera ronda, perdió ante Cori Gauff [3]          |
| 29  | 27    | Magdalena Fręch       | 1712   | 10                  | 10             | 1712          | Segunda ronda, perdió ante Elena-Gabriela Ruse [Q] |
| 30  | 31    | Linda Nosková         | 1628   | 65                  | 10             | 1573          | Segunda ronda, perdió ante McCartney Kessler       |
| 31  | 30    | Ons Jabeur            | 1669   | 10                  | 65             | 1724          | Tercera ronda, se retiró ante Jasmine Paolini [6]  |
| 32  | 33    | Anna Kalinskaya       | 1579   | 120                 | 65             | 1524          | Tercera ronda, perdió ante Jessica Pegula [4]      |

- Ranking del 17 de marzo de 2025.[5]

#### Bajas femeninas
| Rank. | Tenista            | Puntos antes | Puntos por defender | Puntos ganados | Puntos después | Motivo                |
| ----- | ------------------ | ------------ | ------------------- | -------------- | -------------- | --------------------- |
| 16    | Barbora Krejčíková | 2675         | 0                   | 0              | 2675           | Lesión en la espalda. |

### Dobles femenino
| Tenista                             | Ranking | Preclasificada |
| Kateřina Siniaková Taylor Townsend  | 3       | 1              |
| Gabriela Dabrowski Erin Routliffe   | 7       | 2              |
| Sara Errani Jasmine Paolini         | 13      | 3              |
| Jeļena Ostapenko Ellen Perez        | 21      | 4              |
| Hao-ching Chan Veronika Kudermetova | 23      | 5              |
| Anna Danilina Irina Khromacheva     | 31      | 6              |
| Elise Mertens Shuai Zhang           | 33      | 7              |
| Sofia Kenin Lyudmyla Kichenok       | 37      | 8              |

## Campeones

### Individual masculino
Jakub Mensik venció a  Novak Djokovic por 7-6(7-4), 7-6(7-4)

### Individual femenino
Aryna Sabalenka venció a  Jessica Pegula por 7-5, 6-2

### Dobles masculino
Marcelo Arévalo /  Mate Pavić vencieron a  Julian Cash /  Lloyd Glasspool por 7-6(7-3), 6-3

### Dobles femenino
Mirra Andreeva  /  Diana Shnaider vencieron a  Cristina Bucșa /  Miyu Kato por 6-3, 6-7(5-7), [10-2]